# Småland
Småland je švedska pokrajina u Götalandu.

## Administrativna podjela
Tradicionalne pokrajine u Švedskoj nemaju administrativnu ili političku svrhu, ali su povijesni i kulturni subjekt. Veći dio pokrajine dio je županija Jönköping, Kalmar i Kronoberg, a manji dio županija Halland i Östergötland. 

## Zemljopis
Småland se nalazi u južnom dijelu Švedske, na obali Baltičkog mora. Graniči s pokrajinama   Blekinge, Skåne, Halland, Västergötland, Östergötland te otokom Öland. Prostire se na 29.400 km². 

## Stanovništvo
Prema podacima iz 2009. godine u pokrajini živi 720.358 stanovnika dok je prosječna gustoća naseljenosti 25 stanovnika na km².
| Županija                   | Stanovnišvo |
| -------------------------- | ----------- |
| Jönköping, u velikoj mjeri | 318.343     |
| Kalmar, u velikoj mjeri    | 208.999     |
| Kronoberg, u cijelosti     | 183.162     |
| Halland, periferno         | 7.081       |
| Östergötland, periferno    | 2.773       |

| Grad       | Stanovnika |
| ---------- | ---------- |
| Jönköping  | 89.396     |
| Växjö      | 60.887     |
| Kalmar     | 36.392     |
| Västervik  | 21.140     |
| Värnamo    | 18.696     |
| Oskarshamn | 17.258     |
| Nässjö     | 16.678     |
| Ljungby    | 15.205     |
| Tranås     | 14.197     |
| Vetlanda   | 13.050     |
| Nybro      | 12.810     |

## Vanjske poveznice
- Småland  Arhivirana inačica izvorne stranice od 16. veljače 2003. (Wayback Machine) - turističke informacije